# Weisse Lütschine (Lütschine)
Die Weisse Lütschine ist der etwa 19,5 Kilometer lange, linke und südliche Quellfluss der Lütschine. Sie entwässert das Lauterbrunnental im Berner Oberland und vereinigt sich bei Zweilütschinen mit der Schwarzen Lütschine.

## Name
Der Name Lütschine stammt vom keltischen Namen leucos, leuca, was „weiss“ oder „hell, glänzend“ bedeutet. Damit ist der Name „Weisse Lütschine“, den verwirrenderweise zwei Flüsse im System der Lütschinen tragen, wortgeschichtlich betrachtet ein Pleonasmus.

## Geographie

### Verlauf
Tschingel-Litschina
Der wichtigste Quellbach der Weissen Lütschine ist die Tschingel-Litschina, welche als Abfluss des Tschingelfirns entspringt auf einer Höhe von etwa 2340 m ü. M. zwischen Gspaltenhorn und Tschingelhorn.
Auf einer Höhe von etwa 1500 m ü. M. durchfliesst die Tschingel-Litschina den Talbachfall und vereinigt sich kurz darauf bei Schiirboden mit dem Chrummbach, der von rechts heranzieht. Ab hier wird sie Schmadri-Litschena genannt.
Schmadri-Litschina
Kurz darauf laufen ihr ebenfalls auf ihrer rechten Seite der Schwandbach und der Rote Bach zu. Auf einer Höhe von etwa 1100 m ü. M. nimmt sie mit dem Stuefebach den nächsten grösseren Nebenbach wiederum von rechts auf.
Kurz danach wird der Talboden besiedelt. Nach Sichellauenen wird sie von rechts vom Staldenbach auf einer Höhe von etwa 980 m ü. M. gestärkt. Einen knappen Kilometer später vereinigt sich die Schmadri-Litschena bei Rütti mit der Sefinen Lütschine, welche dort von links heranzieht. Spätestens ab hier wird der Fluss nun als Weisse Lütschine bezeichnet.
Weisse Lütschine
Bei Matte eilen der Weisse Lütschine von rechts der Mattenbach und der Wyderweidbach zu und etwas später von Mürren herkommend der Mürrenbach und danach der Ägertenbach. Kurz nach Trümmelbach (auf etwa 820 m ü. M.) wird sie auf der rechten Seite vom Trümmelbach gespeist, der aufgrund der Trümmelbachfälle eine gewisse Bekanntheit hat.
Ab hier wird das Tal relativ flach. Bevor sie das Dorf Lauterbrunnen erreicht, fliessen nun von rechts Spissbach und Staubbach (bekannt für den Staubbachfall) sowie von links der Hasenbach zu. Innerhalb des Dorfs auf 800 m ü. M. stärken sie von links der Louwibach und der Gryfenbach sowie von rechts der Mättlibach. Danach wird das Tal wieder etwas steiler und der Fluss fliesst unterhalb von Wengen, bis er bei Sandweidli (710 m ü. M.) von links den Sousbach aufnimmt.
Im Steinschlag unterhalb von Isenfluh durchfliesst die Weisse Lütschine ihren letzten Abschnitt bis Zweilütschinen, wo sie sich schliesslich mit der von rechts kommenden Schwarzen Lütschine zur Lütschine vereinigt.

### Einzugsgebiet
Das Einzugsgebiet des Flusses hat eine Grösse etwa 165 km², wobei der höchste Punkt im Einzugsgebiet, die Jungfrau, eine Höhe von 4158 m ü. M. erreicht. Weitere bekannte Berge im Einzugsgebiet sind Eiger, Mönch, Gletscherhorn, Äbeni Flue sowie das Mittaghorn. Auf der anderen Talseite befindet sich auch das Schilthorn im Einzugsgebiet.
Die mittlere Höhe des Einzugsgebietes beträgt 2145 m ü. M., die minimale Höhe liegt bei 647 m ü. M.
Es besteht zu 17,1 % aus bestockter Fläche, zu 22,9 % aus Landwirtschaftsfläche, zu 1,3 % aus Siedlungsfläche, zu 19,9 % aus Gletscher/Firn, zu 0,7 % aus Gewässerfläche und zu 38,1 % aus unproduktiven Flächen.
Flächenverteilung

### Zuflüsse

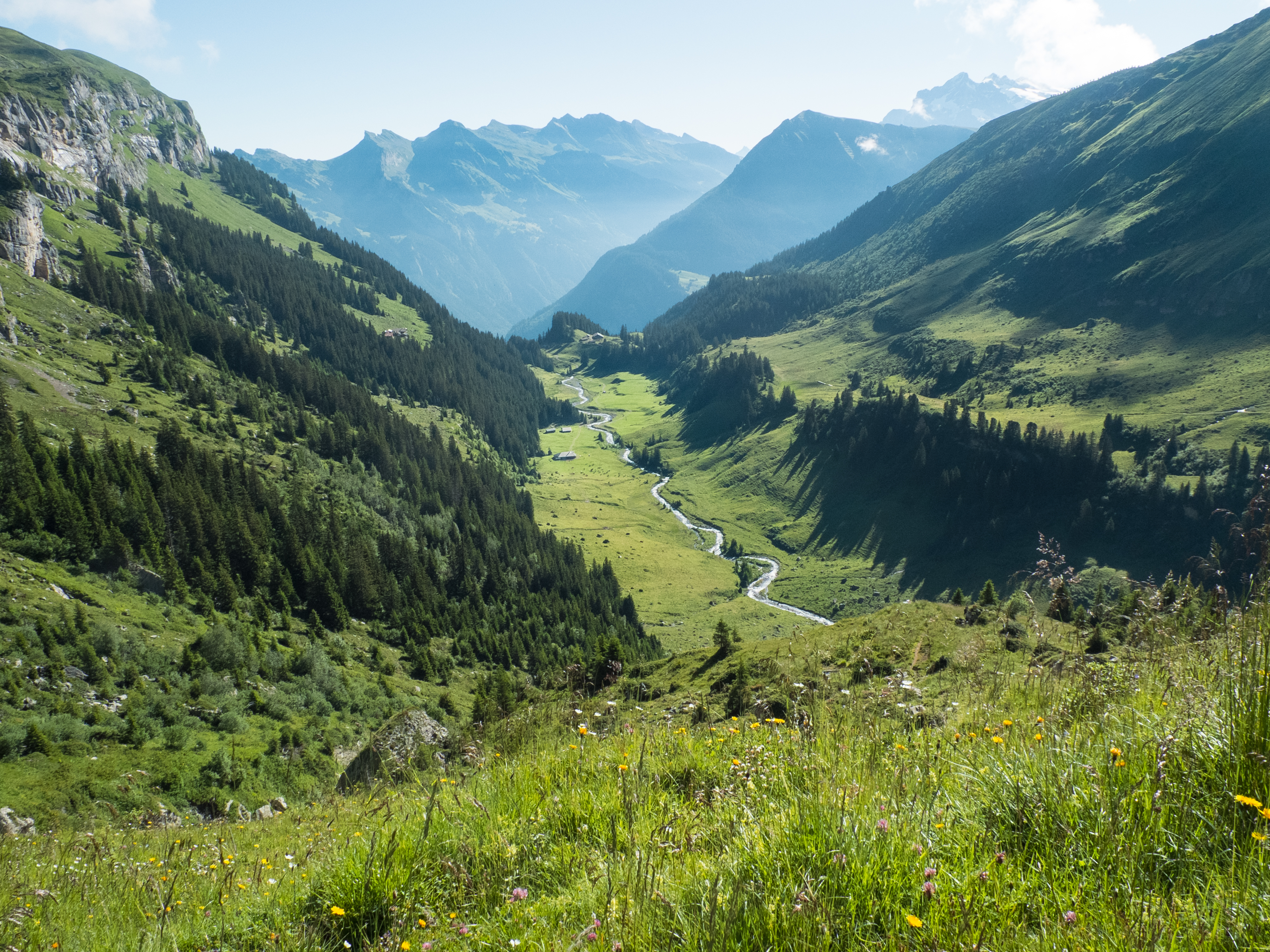
Der Sousbach

(Anführung aller Zuflüsse der Weissen Lütschine (Strang Tschingel-Litschina→Schmadri-Litschina→Weisse Lütschine) vom Ursprung bis zum Zusammenfluss mit der Schwarzen Lütschine, soweit sie im Geoportal des Kantons Bern namentlich genannt werden. Namen nach dem Geoportal des Kantons Bern, Daten nach dem Geoserver der Schweizer Bundesverwaltung. Die Längen in Kilometer (km), das Einzugsgebiet in Quadratkilometer (km²) und der mittleren Abfluss (MQ) in Liter pro Sekunde (l/s), Koordinaten , Mündungshöhe in Meter über Meer (m ü. M.))
Tschingel-Litschina (linker Oberlauf der Schmadri-Litschina, Hauptstrang), 4,7 km, 15,16 km², 1070 l/s
- Schaflägerbach (links), 0,8 km, 0,83 km², , 1880,5 m ü. M.
- Wiedenbächli[4] (rechts), 1,0 km, , 1842,6 m ü. M.
- Inners Talbächli[4] (rechts), 1,0 km, , 1837,6 m ü. M.
- Inners Ganderenbächli (links), 0,7 km[5], , 1786,5 m ü. M.
- Ussers Ganderenbächli (links), 0,4 km[5], , 1785,5 m ü. M.
- Inners Schneebächli (links), 0,7 km[5], , 1758 m ü. M.
- Ussers Schneebächli (links), 0,2 km[5], , 1750,1 m ü. M.
- Ussers Talbächli[6]  (rechts), 3,1 km, , 1560,5 m ü. M.
- Milibächli (links), 0,6 km, 0,86 km², , 1375,3 m ü. M.
- Chrummbach (rechter Oberlauf der Schmadri-Litschina, Nebenstrang), 3,4 km, 11,97 km², 810 l/s, , 1363,1 m ü. M.

Schmadri-Litschina (rechter Oberlauf der Weissen Lütschine, Hauptstrang), 3,9 km (mit Tschingel-Litschina 8,6 km), 51,28 km², 3050 l/s
- Schluchgrabenbach (links), 0,6 km, , 1352,7 m ü. M.
- Inner Schwandbach (Tanzhubelbächli) (rechts), 2,3 km[5], 3,94 km², , 1339,6 m ü. M.
- Usser Schwandbach (rechts), 1,7 km, , 1322 m ü. M.
- Weschbächli (rechts), 1,4 km, , 1296,7 m ü. M.
- Rot Bach (rechts), 1,6 km, 1,51 km², , 1287,6 m ü. M.
- Wanggrabenbächli (rechts), 1,1 km[5], , 1246,9 m ü. M.
- Hauribächli[7] (links)
- Drichbrinnelerbächli[7] (links)
- Wildbächli[7] (links)
- Affenbächli[7] (links)
- Innere Stägensuen[7] (links)
- Ussere Stägensuen[7] (links)
- Stuefebach (Rottalbach) (rechts), 4,0 km, 11,51 km², 570 l/s, , 1078,9 m ü. M.
- Dirlibächli[7] (links)
- Teifengrabenbächli[7] (rechts)
- Hillerbächli (rechts), 1,5 km[5], , 1008,3 m ü. M.
- Bodenbächli (links), 0,5 km, , 1001,4 m ü. M.
- Waldbächli[7] (rechts)
- Eggsperribächli (rechts), 0,8 km, , 961,3 m ü. M.
- Staldenbach (rechts), 1,7 km, 1,49 km², , 950,2 m ü. M.
- Antibächli (links), 0,9 km, , 896,8 m ü. M.

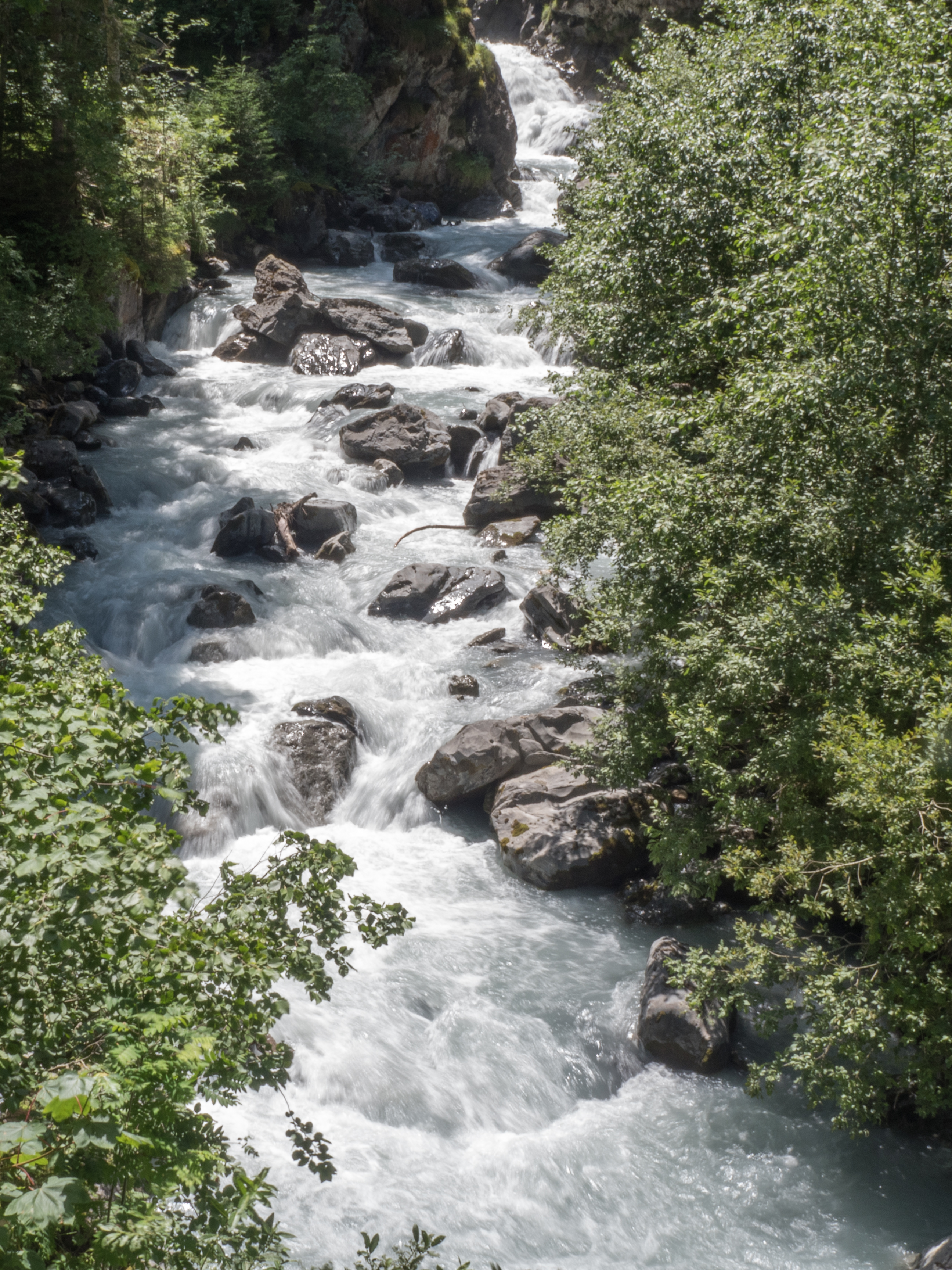
Die Sefinen Lütschine

- Sefinen Lütschine  (linker Oberlauf der Weissen Lütschine, Nebenstrang), 8,7 km, 27,06 km², 1500 l/s, , 891,5 m ü. M.

Weisse Lütschine
- Mattenbach (rechts)
- Wijenbach (links)
- Wydeweidbach (rechts)
- Aspelisuen (links)
- Lussisuen (links)
- Mirrenbach (links)
- Schwandgrabenbächli (rechts)
- Ägertenbach (links)
- Marchgrabenbächli (rechts)
- Stägengrabenbächli (rechts)
- Trimmelbach (rechts)
- Buechenbächli (links)
- Spissbach (links)
- Hasenbach (rechts)
- Louweligräbli (links)
- Nordwindstaubbach (links)
- Staubbach (links)
- Möslibächlein (links)
- Chupferbächli (links)
- Ischerschlag (links)
- Luterbach (rechts)
- Louwibach (links)
- Mättlibach (rechts)
- Gryfenbach (links)
- Rybibach (rechts)
- Chriechenbach (rechts)
- Heimeggbach (rechts)
- Studenbach (rechts)
- Lochgraben (rechts)
- Steinhaltenbach (rechts)
- Hunnenfluegraben I (rechts)
- Hunnenfluegraben II (rechts)

- Der Sousbach

- Sousbach (links)
- Steischlaggräbli (links)
- Riedbächli (links)
- Engländergraben (rechts)
- Sagibach (links)
- Hinder Brendligrabe (links)
- Leiterhorengraben (rechts)
- Vordere Brengligrabe (links)
- Rächegräbli (links)

## Hydrologie
Bei  dem Zusammenfluss der  Weisse Lütschine mit der Schwarzen Lütschine beträgt ihre modellierte mittlere Abflussmenge (MQ) 8,35 m³/s. Ihr Abflussregimetyp ist a-glacio-nival und ihre Abflussvariabilität beträgt 13.

## Fischbestand
Die Bachforelle kommt am häufigsten vor, die Seeforelle im Brienzersee, für die Lütschine  als Aufstiegsgewässer dient, wird statistisch unter der Rubrik Bachforelle substituiert. Seltener ist die Regenbogenforelle vertreten.

## Brücken

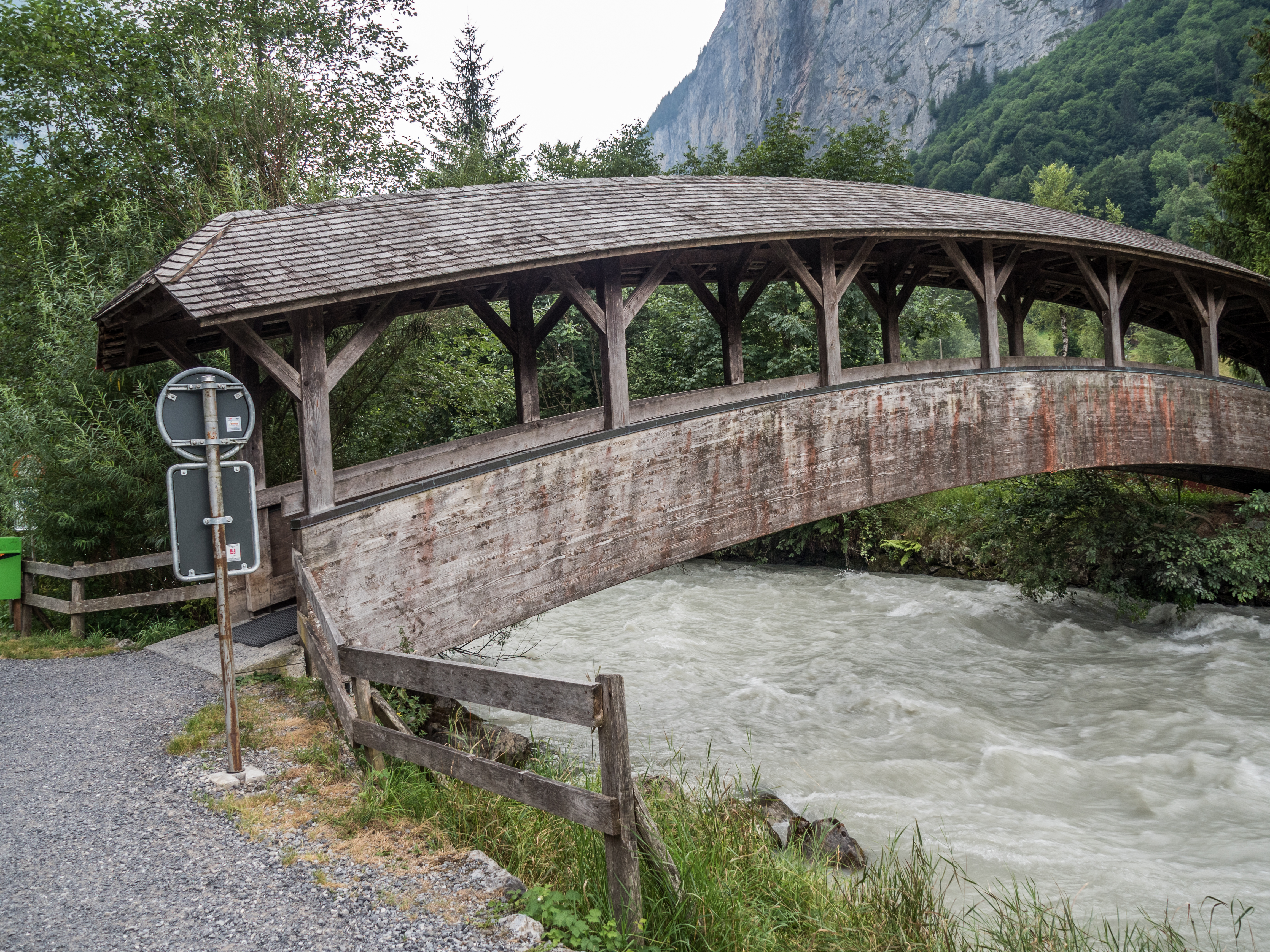
Weid-Brücke über die Weisse Lütschine in Lauterbrunnen

32 Brücken und Stege überspannen den Fluss: 15 Fussgänger-, neun Strassen-, vier Feldweg-, zwei Eisenbahn- und zwei Rohrbrücken.
Die zwei Eisenbahnbrücken bedienen folgende Schmalspurbahnen:
- Bahnstrecke Lauterbrunnen – Wengen – Kleine Scheidegg – Grindelwald (Wengernalpbahn) bei Lauterbrunnen
- Bahnstrecke Interlaken – Lauterbrunnen (Berner-Oberland-Bahn) bei Zweilütschinen

Die Schilthornbahn überquert den Fluss bei Stechelberg.